# Mafalda Rosa
Mafalda Rosa é uma nadadora portuguesa nascida a 02 de novembro de 2003.
A 24 de julho de 2021 sagrou-se Campeã da Europa Júnior em Águas Abertas  ao vencer a prova de 10km do campeonato que decorreu em Paris, França.
1. ↑  «Mafalda ROSA Profile». FINA Official
2. ↑  «European Junior Open Water Swimming Championships Individual 10K Women results». TimePulse - Sports Timing